# Géry de Ghersem
Géry de Ghersem (entre 1573 et 1575 à Tournai - 25 mai 1630), dit aussi Géry Gersem, est un compositeur franco-flamand de la fin de la Renaissance, actif à la fois en Espagne à la cour de Philippe II et de Philippe III, et dans son pays natal, les anciens Pays-Bas. C'est un compositeur prolifique et hautement considéré à l'époque, mais peu de son travail subsiste, presque tout ayant été détruit dans le tremblement de terre de Lisbonne de 1755 et l'incendie qui l'a accompagné. 

## Œuvre
Une seule pièce de Ghersem subsiste, grâce à une publication tenue à Madrid en 1598. Il s'agit d'une messe parodie à 7 voix (AATTBaBaB ou SSAATTB en révision), issue du motet Ave Virgo sanctissima de Francisco Guerrero.
Voir aussi : [extrait de partition]

## Discographie
- 2011 : Missa Ave Virgo sanctissima (SSTAB), Currende Consort sous la direction de Erik Van Nevel, Accent ACC24235